# 467 v.Chr.
Het jaar 467 v.Chr. is een jaartal volgens de christelijke jaartelling.

## Gebeurtenissen

### Italië
- Thrasybulus volgt zijn broer Hiëro I op als tiran van Syracuse.
- Ti. Aemilius L.f. Mamercinus (Mamercus) van de Gens Aemilia is consul van Rome.

### Griekenland
- Zeven tegen Thebe van Aischylos wordt opgevoerd.

## Overleden
- Pausanias I van Sparta